# José Miguel Cubero
José Miguel Cubero (ur. 14 lutego 1987) – kostarykański piłkarz występujący na pozycji pomocnika. Zawodnik klubu CS Herediano.

## Kariera klubowa
Cubero zawodową karierę rozpoczął w 2007 roku w zespole CS Herediano. W połowie 2009 roku został wypożyczony do Municipal Puntarenas, ale na początku 2010 wrócił do Herediano.

## Kariera reprezentacyjna
W reprezentacji Kostaryki Cubero zadebiutował 12 sierpnia 2010 roku przegranym 0:2 towarzyskim meczu z Paragwajem. W 2011 roku został powołany do kadry na Złoty Puchar CONCACAF. Nie zagrał jednak na nim w żadnym meczu. Z tamtego turnieju Kostaryka odpadła w ćwierćfinale.
W tym samym roku Cubero wziął również udział w Copa América. Na tamtym turnieju, zakończonym przez Kostarykę na fazie grupowej, wystąpił w spotkaniach z Kolumbią (0:1), Boliwią (2:0) i Argentyną (0:3).